# 拿騷的希爾達
拿騷的希爾達（德語：Hilda von Nassau，1864年11月5日—1952年2月8日），巴登大公夫人，拿騷公爵（1890年起為盧森堡大公）阿道夫的女兒。
1885年，希爾達與巴登大公腓特烈一世的長子腓特烈結婚，兩人沒有子女。1907年腓特烈一世去世，希爾達和丈夫成為巴登大公（稱腓特烈二世）與大公夫人。當德國十一月革命爆發時，腓特烈二世的妹妹、瑞典王后維多利亞正好在巴登；為避免冒犯瑞典，新政府允許巴登大公家族居住在邁瑙。